# Jean-François Sonnay
Jean-François Sonnay, né le 21 août 1954 à Lausanne, est un écrivain, dramaturge, enseignant et délégué du CICR vaudois.

## Biographie
Jean-François Sonnay passe les premières années de sa vie à Mézières. De 1972 à 1978, il entreprend des études de lettres à l'Université de Lausanne où il étudie l'histoire de l'art, le français et l'histoire. Puis pendant deux ans, il travaille à l'Università degli Studi de Rome et s'intéresse plus particulièrement à l'art profane des XIIIe et XIVe siècles. Il publie plusieurs articles sur des sujets d'histoire de l'art dans des revues scientifiques.
Au début des années 1970, Jean-François Sonnay poursuit une activité littéraire, commençant par le théâtre. Sa première pièce Le thé est enregistrée et diffusée par la radio suisse romande en 1972. En 1974, il publie avec Claude Jaquillard son premier livre à compte d'éditeur : Les gauchocrates. Depuis, il explore d'autres domaines littéraires : essais, nouvelles, romans, contes, essais socio-critiques. Il est même l'auteur d'un Dictionnaire des idées à perdre (1980). 
Jean-François Sonnay doit surtout sa notoriété à ses œuvres romanesques L'Âge d'or (1984) et Le Tigre de papier (1990) dans lesquelles il étudie l'histoire immédiate et tente de cerner les aspirations de la jeunesse romande, essayant de la comprendre aussi dans ses marges, des barricades au terrorisme. Ses romans suivants, situés sous des cieux bien différents et dans des milieux totalement exotiques, recréent avec brio des environnements, des climats, des situations. La seconde mort de Juan de Jesus (1997) a d'ailleurs reçu le Prix Schiller et le Prix Rambert. Quant à son roman, Un prince perdu (1999), il lui vaut le prix Bibliothèque pour Tous 2000.
Parallèlement à ces activités littéraires, Jean-François Sonnay a travaillé comme chroniqueur radiophonique et assistant-diplômé d'histoire de l'art à la Faculté des lettres de l'Université de Lausanne (de 1985 à 1988). Il a également enseigné l'anglais et l'histoire dans des collèges ou des gymnases vaudois, le français pour étrangers aux Cours de vacances de l'Université de Lausanne. Depuis 1991, il travaille comme délégué du Comité international de la Croix Rouge au Koweït, en Afghanistan, en Colombie, en ex-Yougoslavie et dans l'est de la République démocratique du Congo.
Jean-François Sonnay est membre de la Société suisse des écrivaines et écrivains, de la Société suisse des auteurs et de l'Association vaudoise des écrivains.

## Sources
- « Jean-François Sonnay », sur la base de données des personnalités vaudoises sur la plateforme « Patrinum » de la Bibliothèque cantonale et universitaire de Lausanne.
- Alain Nicollier Henri-Charles Dahlem, Dictionnaire des écrivains suisses d'expression française, vol. 2, 820-821
- Anne-Lise Delacrétaz, Daniel Maggetti, Écrivaines et écrivains d'aujourd'hui, 2002, p. 281-282
- Roger Francillon, Histoire de la littérature en Suisse romande, vol. 4, p. 455-456
- 24 Heures 2006/10/03, p. 12
- Sonnay, Jean-François
- Jean-François Sonnay
- Jean-Francois Sonnay
- Bibliomedia - Sonnay Jean-François
- A D S - Autorinnen und Autoren der Schweiz - Autrices et Auteurs de Suisse - Autrici ed Autori della Svizzera